# Strumigenys ayersthey
Strumigenys ayersthey är en myrart som finns i Chocó-regionen i Ecuador. Det är den enda arten som tillhör gruppen Strumigenys som har lång käke, större käkstruktur och saknar sträckor i sin kutikula.

## Etymologi
S. ayersthey är uppkallad efter konstnären och människorättsaktivisten Jeremy Ayers, och är den första arten som har ett ickebinärt binomiskt namn, för att hedra Ayers aktivism.